# Суворово (Калининградская область)
Суворово — посёлок в Гвардейском городском округе Калининградской области.

## Население
| 2002 | 2010 |
| ---- | ---- |
| 125  | ↘109 |

## История
Населенный пункт Цопен в 1946 году был переименован в поселок Суворово..